# Belawan Bahagia
Belawan Bahagia is een bestuurslaag in het regentschap Medan van de provincie Noord-Sumatra, Indonesië. Belawan Bahagia telt 11.888 inwoners (volkstelling 2010).